# Énergie renouvelable aux Seychelles
L'énergie renouvelable aux Seychelles est un sujet récent dans l'approvisionnement en électricité du pays. L'électricité pour la nation insulaire des Seychelles est principalement produite par des générateurs diesel qui doivent importer leur carburant (69 MW sur Mahé et 12 MW sur Praslin). La politique énergétique du pays prévoit 15 % d'énergies renouvelables d'ici 2030.

## Historique
En juin 2013, le premier parc éolien aux Seychelles est officiellement inauguré. Cette centrale électrique de 6 MW peut produire jusqu'à 2% de l'électricité des Seychelles et est située sur l'île de Mahé. Ce parc éolien remplace 1,6 million de litres de carburant diesel par an.
La production d'électricité est saisonnière, la majorité de l'énergie étant produite au cours des mois de juin à septembre, lorsque la force du vent et la probabilité de vent sont les plus élevées sur l'île de Mahé.
Le parc éolien est entièrement financé par le gouvernement d'Abou Dabi grâce à un prêt de 28 millions de dollars aux Seychelles.